# 366 (رواية)
366 رواية للروائي السوداني أمير تاج السر. صدرت الرواية لأوّل مرة عام 2013 عن الدار العربية للعلوم ناشرون في بيروت. ودخلت في القائمة الطويلة للجائزة العالمية للرواية العربية لعام 2014، المعروفة باسم «جائزة بوكر العربية».

## حول الرواية
تعد رواية "366" للكاتب السوداني «أمير تاج السر» بمثابة رسالة يكتبها بطل الرواية إلى معشوقته أسماء التي هام بها حبّا من النظرة الأولى دون أن تراه، ذات يوم من أيام سنة من السنوات الكبيسة. يكتب إليها واصفًا كيف أخذ حبها بمجامع نفسه، حتى أصبح يُفتّش عنها بين صور ذلك اليوم، وفي الطرقات، والحي، وفي علاقته بالناس والنساء. يسرد البطل لحظات البحث عن أسماء، وكيف يسعى للوصول إليها، بشتى الطرق، منها اعتماده على حاسة التخمين التي يتمتع بها، والتي مدّته بصور افتراضية عن معشوقته، ومكان إقامتها. إلى جانب كونها رسالة حب إلى أسماء، "366" تعد كذلك سيرة حياة البطل، بعلاقاته بشخصيات حيه وجيرانه، مرورًا بسلك التدريس حيث يشتغل استاذًا لمادة الكيمياء وعلاقته بزملاءه هناك، وكذلك تورطه في بعض القضايا السياسية، وصولًا إلى انسحابه من حياته اليومية وتفرغه للبحث عن أسماء.